# Podgorje, Velikovec
Podgorje (nemško Unterbergen) je naselje v Občini Velikovec v Okraju Velikovec na Koroškem v Avstriji.